# Marcolino Gomes Candau
Marcolino Gomes Candau (30 de mayo de 1911-23 de enero de 1983) fue un médico brasileño y servidor en las Naciones Unidas.

## Datos biográficos
Candau nació en Río de Janeiro y estudió medicina en la escuela de medicina estatal de Río de Janeiro y trabajó en el departamento de salud del estado antes de obtener una maestría en Salud Pública en la Universidad Johns Hopkins.
Candau regresó a Brasil para trabajar en el departamento de salud pública del estado antes de unirse al personal de la Organización Mundial de la Salud en Ginebra en 1950 como Director de la División de Organización de Servicios de Salud para las Américas. En el plazo de un año, fue nombrado Subdirector General a cargo de los Servicios de Asesoría. En 1952, se mudó a Washington como Subdirector de la Oficina Sanitaria Panamericana, la Oficina Regional de la OMS para las Américas. En 1953, mientras ocupaba ese puesto, fue elegido, a la edad de 42 años, el segundo director general de la OMS. En 1958, 1963 y 1968, el Dr. Candau fue reelegido por sus sucesivos mandatos en ese cargo, que ocupó hasta 1973. En 1963 Candau recibió un Sc.D. honorario del Bates College.